# تاتسویا ماسوشیما
تاتسویا ماسوشیما (انگلیسی: Tatsuya Masushima؛ زادهٔ ۲۲ آوریل ۱۹۸۵) بازیکن فوتبال اهل ژاپن است.
از باشگاه‌هایی که در آن بازی کرده‌است می‌توان به باشگاه فوتبال توکیو و باشگاه فوتبال کاشیوا ریسول اشاره کرد.
وی همچنین در تیم ملی فوتبال زیر ۲۰ سال ژاپن بازی کرده‌است.